# Nazionale maschile under 21 di calcio dell'Italia
La nazionale italiana di calcio Under-21 è la rappresentativa calcistica Under-21 dell'Italia.
La selezione costituisce il principale serbatoio giovanile per la nazionale A e dal 1976 partecipa alle qualificazioni per il campionato europeo Under-21, che si svolge su base biennale. A livello di Under-21, la nazionale italiana è la più titolata assieme alla Spagna, avendo vinto in 5 occasioni il campionato europeo di categoria. Nel torneo conta inoltre due medaglie d'argento e quattro di bronzo.
I calciatori dell'Under-21 sono chiamati azzurrini, diminutivo di azzurri (appellativo riferito ai giocatori della nazionale A).

## Storia

### La nazionale giovanile
L'antesignana della nazionale Under-21 fu la nazionale giovanile, che esordì il 6 aprile 1942, a Torino, contro l'Ungheria. In questo incontro era previsto che le due nazionali fossero composte da giocatori nati non prima del 1920, quindi di fatto si trattava di selezioni Under-23. Dopo la seconda guerra mondiale la nazionale giovanile (o "cadetti" come definita dalla stampa, o "primavera", come definita dalla FIGC) disputò regolari incontri almeno fino al 1960, sempre basandosi su selezioni di giocatori di età inferiore ai 23 anni.

### Gli esordi
Per delibera del Consiglio Federale della FIGC dalla stagione 1968-69, la nazionale giovanile venne sostituita a tutti gli effetti dalla Nazionale Under-21. L'intento della federazione era quello di fare acquisire esperienza internazionale ai giovani prospetti del calcio italiano. Va considerato che all'epoca era ancora utilizzata la nazionale Under-23, che disputava il campionato continentale di categoria. Il tecnico incaricato di seguire la selezione era Azeglio Vicini.
Il primo incontro fu disputato a Udine, allo Stadio Moretti, contro i pari età della Romania, e terminò 1-0 per gli azzurri. Il gol decisivo venne segnato da Paolo Pulici. Nell'estate di quello stesso anno la selezione fu protagonista di una tournée in Inghilterra, in cui affrontò diverse formazioni di club.
Con una selezione di giovani sotto i 21 anni o impegnati con la nazionale militare, l'Italia affrontò le qualificazioni alle Olimpiadi 1972, per evitare le accuse di professionismo, venendo eliminata dalla Germania Est che, di fatto, schierava i suoi migliori giocatori. La nazionale italiana, indebolita anche dall'assenza di molti suoi giovani più forti (come Pulici o Roberto Bettega), subì con una doppia sconfitta.
La nazionale disputò ancora diversi incontri amichevoli, fino al 1973.

### La nascita dell'europeo Under-21
Dal 1976 l'UEFA spostò il limite di età per il suo campionato continentale giovanile, passando dalle Under-23 alle Under-21. Ciò portò alla rinascita della nazionale.
La prima partita ufficiale fu l'incontro di qualificazione all'edizione 1978, disputato a Funchal, contro il Portogallo, il 23 dicembre 1976, perso dagli azzurri per 1-0. Il tecnico era ancora Vicini. Del girone faceva parte anche il Lussemburgo. L'Italia vinse i rimanenti tre incontri e si qualificò ai quarti di finale, dove venne eliminata dall'Inghilterra. Dopo essere stati sconfitti 2-1 in trasferta, gli azzurrini non andarono oltre lo 0-0 nel ritorno allo Stadio Olimpico di Roma.
Per l'edizione successiva l'Italia si trovò inserita in un girone di qualificazione che ricomprendeva la Svizzera e ancora il Lussemburgo. Passato il girone con 3 vittorie e un pareggio, la nazionale si fermò ancora ai quarti di finale, eliminata questa volta dall'URSS. Anche in questo caso la nazionale non fu capace di ribaltare la sconfitta dell'andata in trasferta, pareggiando il ritorno in casa, a Bologna.
Anche per l'edizione del 1982 la nazionale non fece meglio dei quarti di finale. Eliminate Jugoslavia e Grecia nel girone di qualificazione, venne estromessa nel turno seguente dalla Scozia. I britannici s'imposero all'andata, per 1-0, a Catanzaro, e pareggiarono al ritorno.

### I primi exploit

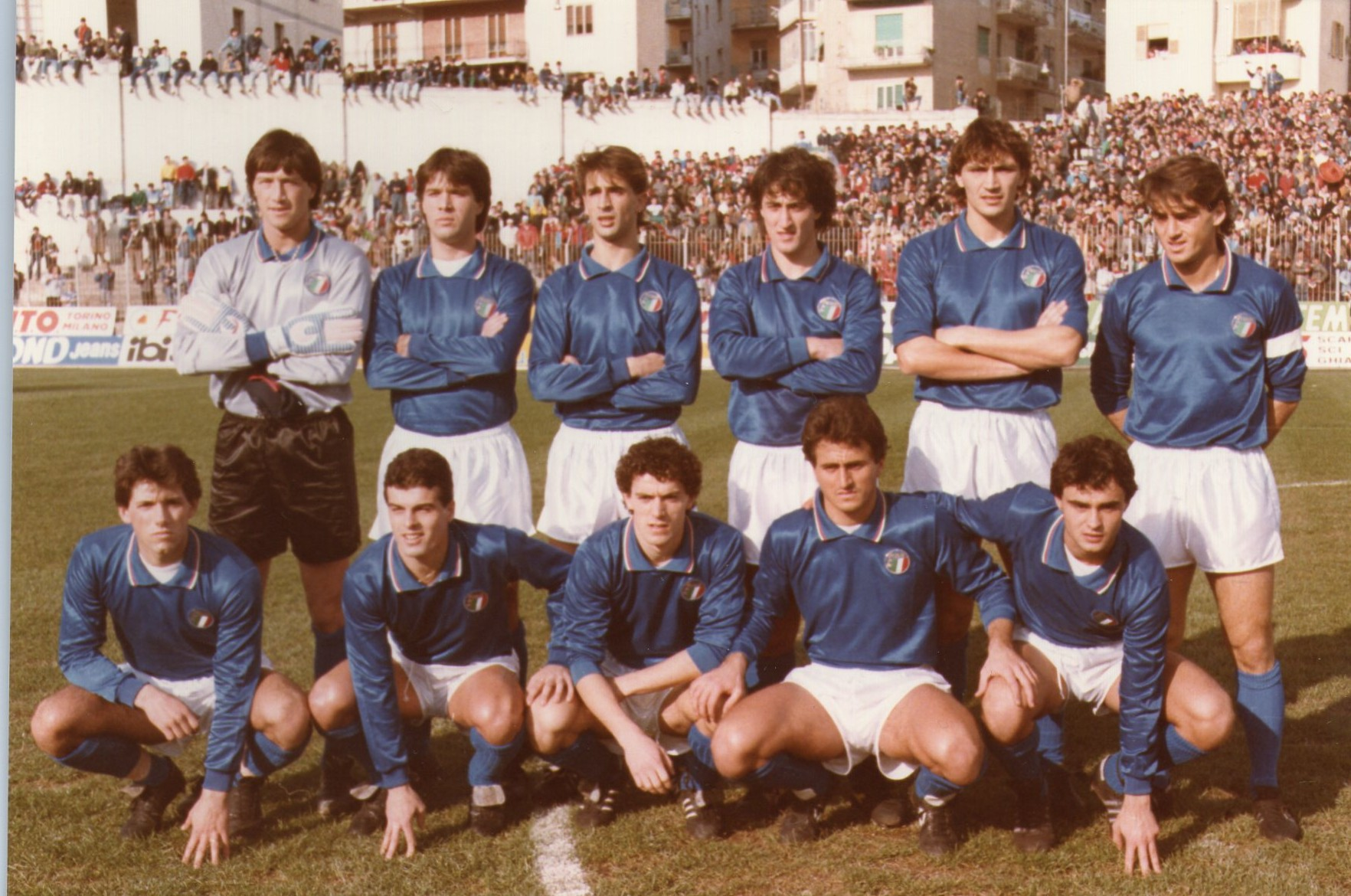
La formazione azzurra che il 4 febbraio 1986 pareggiò a Salerno, in amichevole, con la (1-1).

Per le qualificazione del campionato 1984 l'Italia venne inserita in un girone con Cecoslovacchia, Romania e Cipro. Prima nel girone con 5 vittorie e una sconfitta, superò poi, per la prima volta i quarti nell'ultima partita con le due reti di Giuseppe Giannini e Renato Tomassi, eliminando l'Albania. Il percorso si concluse in semifinale, quando la nazionale azzurra venne eliminata dall'Inghilterra, che poi si aggiudicò il titolo. Dopo aver perso all'andata in trasferta per 3-1, non fu sufficiente la vittoria al ritorno per 1-0, a Firenze.
Nell'edizione del 1986 la nazionale giunse per la prima volta nella sua storia alla finale continentale. Passato il girone di qualificazione su Belgio e Lussemburgo, con 3 vittorie e un pari, eliminò la Svezia ai quarti e si prese la rivincita sulla nazionale inglese, eliminata in semifinale. In finale affrontò la Spagna, vicecampione in carica. L'Italia s'impose all'andata per 2-1, a Roma, ma perse il ritorno con lo stesso risultato, a Valladolid. La gara si protrasse fino ai rigori, che videro gli azzurrini sbagliare i primi tre tiri, col titolo che andò agli iberici.
Meno fortunata fu la partecipazione al Campionato europeo di calcio Under-21 1988. L'Italia passò ancora il girone, eliminando Svezia, Svizzera e Portogallo. Ai quarti però venne estromessa dalla Francia. All'andata, in trasferta, la nazionale fu sconfitta per 2-1, mentre al ritorno, dopo essere andata in vantaggio per 2-0, subì due reti nei minuti finali. La Francia si aggiudicò poi il trofeo. Da questo ciclo dell'Under il commissario tecnico divenne Cesare Maldini.
Per il biennio seguente la nazionale italiana venne inserita nel girone di qualificazione con Svizzera e San Marino. Passato agevolmente il turno, l'Italia si trovò ancora di fronte la Spagna, nei quarti. Battuta la formazione iberica, in casa (ad Ancona), per 3-1, bastò una sconfitta per 1-0 in trasferta per passare alle semifinali. Contro la Jugoslavia terminò il cammino degli azzurrini: dopo lo 0-0 di Zagabria, il ritorno a Parma finì 2-2. La nazionale balcanica passò per il maggior numero di gol fatti in trasferta.

### Il periodo d'oro
Dall'edizione del 1992 a quella del 2004 del campionato europeo la nazionale Under-21 italiana si è definitivamente affermata in campo internazionale, vincendo il titolo europeo in ben 5 occasioni su 7 partecipazioni.
La prima vittoria venne conseguita passando il girone di qualificazione su Norvegia, URSS e Ungheria, nonostante una pesante sconfitta, per 6-0, contro i norvegesi, l'unica, però, nel girone. Nei quarti venne eliminata la Cecoslovacchia (doppia vittoria: 2-1 a Trnava, e 2-0 a Padova). Questo passaggio del turno permise all'Italia di qualificarsi per le Olimpiadi di Barcellona del 1992, in quanto il torneo era stato riservato, da quella edizione, alle selezioni composte da giocatori di età non superiore a 23 anni, l'età che i giocatori dell'Under-21 avevano al termine del biennio. In semifinale l'Italia ebbe la meglio della Danimarca, anche in questo caso con doppia vittoria (1-0 ad Aalborg e 2-0 a Perugia). Nella partita di Perugia la nazionale venne guidata in panchina da Marco Tardelli, vista la squalifica del commissario tecnico Maldini.
Nell'ultimo atto del campionato d'Europa l'Italia affrontò la Svezia. L'andata, giocata a Ferrara il 28 maggio 1992, davanti a oltre 16.000 spettatori, terminò sul 2-0, con gol di Renato Buso e Gianluca Sordo. Il ritorno si disputò il 3 giugno, a Växjö. La Svezia s'impose per 1-0, punteggio non sufficiente a ribaltare il risultato dell'andata, tanto da permettere all'Italia di aggiudicarsi il suo primo trofeo, il titolo continentale. Renato Buso vinse il premio come miglior giocatore della fase finale.

Cesare Maldini, selezionatore degli azzurrini nel decennio 1986-1996, con tre titoli europei di categoria vinti consecutivamente dal 1992 al 1996.

La seconda vittoria venne ottenuta nel 1994, nell'edizione successiva dell'europeo. L'Under-21, ancora affidata a Cesare Maldini (cui sembrava sarebbe dovuto subentrare Marco Tardelli), superò il girone di qualificazione davanti al Portogallo (qualificato come miglior seconda), Svizzera, Scozia e Malta. Nei quarti di finale eliminò la Cecoslovacchia: dopo aver vinto a Salerno per 3-1, perse 1-0 al ritorno, nell'ultima partita per la nazionale cecoslovacca, che cessò di esistere a causa alla separazione tra Repubblica Ceca e Slovacchia.
Il regolamento, da questa edizione non prevedeva più semifinali e finali con partite di andata e ritorno, ma una final four, da disputarsi in casa di una delle semifinaliste. In questa edizione la fase finale del torneo venne accolta dalla Francia. L'Italia affrontò, in semifinale, proprio i padroni di casa, a Montpellier. La gara terminò, dopo i tempi supplementari, per 0-0, rendendo necessaria l'esecuzione dei rigori. Fu decisivo l'errore di Claude Makélélé, mentre gli italiani segnarono tutti e 5 i rigori tirati. In finale la nazionale italiana incontrò il Portogallo, già affrontato nel girone di qualificazione. L'Italia s'impose per 1-0, grazie al golden gol di Pierluigi Orlandini, dopo che i tempi regolamentari si erano chiusi sullo 0-0.
Il terzo trionfo consecutivo venne ottenuto nel 1996. Passate le qualificazioni vincendo il girone su Ucraina, Slovenia, Croazia, Lituania ed Estonia (contro i baltici la nazionale s'impose con un largo 7-0, vittoria record in un incontro ufficiale), l'Italia eliminò anche il Portogallo, nei quarti di finale. Dopo essere stati battuti all'andata in Portogallo per 1-0, gli azzurrini ribaltarono la qualificazione, vincendo per 2-0 al ritorno, a Palermo. Andò a rete Christian Vieri, mentre la rete decisiva fu un autogol dei lusitani. La qualificazione alla final four della manifestazione coincise anche con la qualificazione alle Olimpiadi di Atlanta. Al torneo olimpico si qualificò in realtà anche il Portogallo, come una delle migliori eliminate nei quarti.
La fase finale del campionato europeo si svolse in Spagna. In semifinale la nazionale azzurra ritrovò la Francia, sconfitta nella semifinale dell'edizione precedente. L'Italia s'impose per 1-0, con gol di Francesco Totti. La finale si disputò allo stadio olimpico Montjuïc di Barcellona, ancora contro i padroni di casa della Spagna. La gara terminò con il risultato di 1-1 dopo i tempi regolamentari, con gol di Totti e Raúl. Nel corso dei tempi supplementari non si sbloccò il risultato, così si resero necessari i tiri di rigore. La nazionale italiana, tra l'altro ridotta in 9 per due espulsioni, vinse per 4-2; il rigore decisivo fu di Domenico Morfeo. Fabio Cannavaro fu nominato miglior giocatore del torneo.

### Gli ultimi successi
Per l'edizione del 1998 la nazionale subì l'eliminazione, per la prima volta, già nel girone di qualificazione, ove giunse terza, alle spalle di Inghilterra e Georgia, con 3 vittorie, due pareggi e tre sconfitte. A inizio 1997, con Cesare Maldini promosso nella nazionale A, il posto di commissario tecnico venne affidato al suo vice Rossano Giampaglia. Giampaglia venne sostituito, dal 18 dicembre 1997, da Marco Tardelli, che aveva guidato l'Under-23 ai vittoriosi Giochi del Mediterraneo dello stesso anno.

Andrea Pirlo, in Under-21 dal 1998 al 2002, è il primatista di presenze (37, come Francesco Bardi) e reti (15, come Alberto Gilardino) degli azzurrini.

Nel 2000 gli azzurrini tornarono a vincere il campionato d'Europa, aggiudicandoselo per la quarta volta. Dominato il girone di qualificazione (che comprendeva Svizzera, Danimarca, Bielorussia e Galles), con 7 vittorie e un pareggio, trovarono, allo spareggio per l'ammissione alla fase finale, la Francia. All'andata la gara terminò, in trasferta, per 1-1, mentre al ritorno a Taranto, furono necessari i tempi supplementari. Il gol decisivo, del 2-1 per gli azzurri, venne siglato da Andrea Pirlo.
Gli azzurrini vennero poi inseriti nel gruppo B della fase finale, che si disputava in Slovacchia e prevedeva la presenza di 8 squadre, suddivise in due gironi da 4. L'Italia sconfisse l'Inghilterra per 2-0, pareggiò con la Slovacchia per 1-1, e batté la Turchia per 3-1, qualificandosi, come prima del girone, alla finalissima. Questo risultato valse anche la qualificazione ai Giochi olimpici di Sydney. In finale, il 14 giugno a Bratislava, l'Italia affrontò la Repubblica Ceca. Passati in vantaggio con Pirlo al 42° del primo tempo, su calcio di rigore, gli azzurrini vennero raggiunti dai cechi nella ripresa. Ancora Pirlo, con un gol al 81°, siglò il successo azzurro. Pirlo fu il capocannoniere della fase finale e fu anche nominato miglior giocatore del torneo.
Nell'ottobre 2000 la panchina dell'Under-21 passò a Claudio Gentile, con Tardelli ingaggiato per allenare l'Inter. Nelle qualificazioni al campionato d'Europa del 2002 la nazionale venne inserita nel girone con Romania, Ungheria, Lituania e Georgia. Vinto il raggruppamento con 6 vittorie, un pareggio e una sconfitta, l'Italia affrontò la Polonia nello spareggio per l'ammissione alla fase finale del torneo. All'andata la nazionale mise una forte ipoteca sul passaggio del turno, vincendo per 5-2 in trasferta. Il ritorno finì 0-0.
Nella fase finale, disputata in Svizzera, la nazionale azzurra venne inserita nel gruppo A. L'Italia vinse il girone pareggiando col Portogallo, battendo l'Inghilterra e ottenendo un ulteriore pareggio contro i padroni di casa. In semifinale, contro la Repubblica Ceca, i tempi regolamentari si conclusero sul 2-2, con l'Italia che riuscì a riequilibrare il risultato dopo essere stata in svantaggio per 2-0 fino all'86º minuto; la partita venne decisa dal golden gol di Michal Pospíšil a favore dei cechi. Massimo Maccarone fu il capocannoniere del torneo.
Nel torneo successivo l'Italia venne inserita nel girone di qualificazione con Serbia-Montenegro, Finlandia, Galles e Azerbaigian. Gli azzurri vinsero il girone con 7 vittorie e una sconfitta. Nello spareggio per l'ammissione alla fase finale la nazionale italiana eliminò la Danimarca. Dopo un 1-1 in trasferta, agli azzurrini bastò, per la regola dei gol fuori casa, lo 0-0 al ritorno, giocato a Rieti.
La fase finale venne giocata in Germania. Dopo aver perso la prima partita contro la Bielorussia, l'Italia batté Serbia-Montenegro e Croazia, superando così il turno. Dopo aver sconfitto il Portogallo in semifinale, qualificandosi in tal modo per i Giochi olimpici, in finale l'Italia ritrovò ancora la Serbia-Montenegro, che venne sconfitta per 3-0. Alberto Gilardino fu nominato miglior giocatore del torneo, oltre che esserne il capocannoniere, a pari merito con lo svedese Johan Elmander.

### Alterne fortune
Per l'edizione del 2006 la nazionale si ritrovò nel girone con Slovenia, Norvegia, Bielorussia, Moldavia e Scozia. Gli azzurri si aggiudicarono il girone con 8 vittorie (la vittoria in trasferta sulla Scozia venne ottenuta a tavolino, in quanto la formazione britannica schierò un giocatore squalificato), 1 pareggio e 1 sconfitta, passando direttamente alla fase finale della manifestazione.
La fase finale venne organizzata dal Portogallo. L'Italia, inserita nel gruppo B, dopo un pareggio con la Danimarca, prevalse sull'Ucraina, ma poi venne sconfitta dai Paesi Bassi. Giunta a pari punti in classifica con gli olandesi, venne eliminata per il risultato dello scontro diretto. Nell'estate del 2006 la responsabilità di allenatore della nazionale venne affidata a Pierluigi Casiraghi.
A partire dal 2007 venne stabilito che il Campionato europeo di calcio Under-21 si svolgesse negli anni dispari; gli anni pari restavano invece dedicati alle fasi finali dei tornei calcistici riservati alle nazionali maggiori (i Mondiali e gli Europei). Stante la necessità di concentrare tra l'autunno del 2006 e la primavera del 2007 l'edizione del campionato venne modificata anche la formula delle qualificazioni. Le nazionali vennero divise in 14 giorni di qualificazione, da tre squadre, con partite di sole andata. L'Italia vinse il suo gironcino battendo sia Austria che Islanda. Nello spareggio d'ammissione alla fase finale l'Italia piegò la Spagna. Dopo lo 0-0 dell'andata in casa (gara giocata a Modena), gli azzurri s'imposero per 2-1 a Palencia.
Nel marzo 2007 l'Italia sfidò i pari età dell'Inghilterra per la prima partita ufficiale del nuovo Wembley: Giampaolo Pazzini siglò la tripletta del 3-3 finale.
La fase finale della manifestazione si svolse nei Paesi Bassi. La nazionale azzurra si classificò terza nel girone, dopo aver perso con la Serbia, pareggiato con l'Inghilterra e sconfitto la Repubblica Ceca. Il 21 giugno affrontò in seguito, a Nimega, il Portogallo, nello spareggio per l'ammissione ai Giochi Olimpici. Gli azzurri ottennero la qualificazione solo dopo i calci di rigore.
Per l'edizione del 2009 l'Italia passò il primo turno, eliminando Croazia, Grecia, Albania, Fær Øer e Azerbaigian, cogliendo 7 vittorie e 3 pareggi. Allo spareggio, per l'ammissione alla fase finale, la nazionale affrontò Israele. Dopo lo 0-0 dell'andata, giocata ad Ancona, gli azzurri passarono alla fase finale vincendo per 3-1 a Tel Aviv. Fu la Svezia la sede della fase decisiva.
L'Italia pareggiò con la Serbia, batté i padroni di casa e, infine, la Bielorussia. In semifinale l'avventura azzurra venne fermata dalla Germania.
Andò peggio nel biennio successivo. Dopo aver vinto il suo girone di qualificazione, davanti a Galles, Ungheria, Bosnia-Erzegovina e Lussemburgo, la nazionale si trovò, nello spareggio di accesso alla fase finale, che si sarebbe disputata in Danimarca, la Bielorussia. Dopo aver vinto, all'andata, giocata a Rieti, per 2-0, gli azzurrini furono sconfitti per 3-0, dopo i supplementari, al ritorno. L'eliminazione costò anche la possibilità di qualificarsi per le Olimpiadi di Londra. La nazionale italiana mancò, così, per la prima volta dal 1980, l'appuntamento con il torneo a cinque cerchi.
A seguito della eliminazione al campionato europeo Casiraghi si dimise dalla carica di commissario tecnico, venendo sostituito da Ciro Ferrara. Nel giugno 2011 la nazionale partecipò al Torneo di Tolone, ove chiuse al terzo posto.
Per l'edizione 2013 l'Italia vinse agevolmente il suo girone di qualificazione, grazie a 6 vittorie, 1 pareggio e 1 sconfitta, davanti a Turchia, Irlanda, Ungheria e Liechtenstein, anche se a luglio 2012 vi fu un nuovo cambio in panchina, con Devis Mangia che prese il posto di Ferrara, chiamato ad allenare la Sampdoria. Allo spareggio gli azzurri affrontarono la Svezia. Vinta l'andata, per 1-0, disputata a Pescara, la nazionale s'impose anche in trasferta, per 3-2. Nella fase finale, giocata in Israele, la nazionale italiana vinse il suo girone, battendo Inghilterra e Israele, e pareggiando con la Norvegia. In semifinale gli azzurri batterono, per 1-0, la selezione dei Paesi Bassi. In finale la nazionale italiana incontrò la Spagna. Gli iberici s'imposero per 4-2, rimanendo perciò l'unica nazionale in grado di battere la selezione italiana nella finale del torneo, come avvenuto anche nel 1986. Pochi giorni dopo il termine del torneo Mangia abbandonò la guida della nazionale, che venne affidata a Luigi Di Biagio, tecnico della nazionale Under-20.

### Dal 2013 all'europeo giocato in Italia nel 2019
Il biennio seguente vide la nazionale azzurra prevalere nel suo girone di qualificazione, davanti a Serbia, Belgio, Cipro e Irlanda del Nord. Allo spareggio, per l'ammissione alla fase finale, venne sorteggiata contro la nazionale della Slovacchia; all'andata, in trasferta, terminò 1-1, mentre al ritorno, giocato a Reggio Emilia, l'Italia s'impose per 3-1.
La fase conclusiva della manifestazione venne giocata in Repubblica Ceca. L'Italia, inserita nel gruppo B, perse la gara d'esordio con la Svezia, pareggiò col Portogallo e batté la nazionale inglese. Giunta a pari punti con la Svezia, pur avendo una migliore differenza reti venne eliminata, avendo perso lo scontro diretto. L'eliminazione costò anche la qualificazione ai successivi Giochi olimpici di Rio, così come accaduto quattro anni prima.
L'edizione successiva, del 2017, vide l'ampliamento della fase finale a 12 squadre. L'Italia venne inserita nel girone di qualificazione con Serbia, Slovenia, Irlanda, Lituania e Andorra. Grazie al pareggio contro la Lituania nell'ultima giornata, la nazionale azzurra vinse il girone, qualificandosi direttamente alla fase finale, da giocarsi in Polonia.
Battuta la Danimarca all'esordio, gli azzurrini vennero sconfitti dalla Repubblica Ceca nella seconda partita della fase finale a gruppi. Nella terza e ultima partita l'Italia batté la Germania e ottenne il primo posto nel girone, che la portò alle semifinali. Qui la nazionale incontrò la Spagna, che prevalse per 3-1.
L'Italia venne selezionata per ospitare la fase finale del campionato europeo di calcio Under-21 2019. Ciò qualificava automaticamente la nazionale azzurra alla fase finale, da cui sarebbero state selezionate anche le rappresentative che avrebbero preso parte alle Olimpiadi di Tokyo.
Nel biennio di avvicinamento alla fase finale la nazionale disputò perciò solo gare amichevoli, affrontando anche due nazionali extraeuropee, il Marocco e la Tunisia. Nelle due amichevoli disputate nel marzo 2018, a Perugia, contro la Norvegia, e a Novi Sad, contro la Serbia, Alberico Evani prese il posto di Di Biagio, nominato commissario tecnico ad interim della Nazionale A.
Nella competizione finale l'Italia batté, nella prima gara, giocata a Bologna, la Spagna per 3-1. La sconfitta, nel secondo match, con la Polonia, mise in grave pericolo la qualificazione alle semifinali. La vittoria, nell'ultima gara, contro il Belgio, non fu sufficiente agli azzurrini, che così non riuscirono a qualificarsi nemmeno per i giochi olimpici. Due giorni dopo, infatti, il pareggio fra Romania e Francia, consentì, a quest'ultima, di passare alle semifinali, come miglior seconda.

### Nuove delusioni
Nel luglio 2019, la federazione chiama ad allenare l'Under-21 Paolo Nicolato, ex tecnico dell'Under-20.
Per le qualificazioni all'edizione 2021 l'Italia è inserita nel gruppo con Irlanda, Svezia, Islanda, Armenia e Lussemburgo. La gara prevista il 9 ottobre 2020, contro la rappresentativa islandese, viene rinviata a seguito della positività di due calciatori e di un membro dello staff italiano al virus SARS-CoV-2. La decisione è stata presa su disposizione delle autorità islandesi. Pochi giorni dopo, a causa dell'alto numero di giocatori positivi, la federazione, per la gara contro l'Irlanda, decide di impiegare il gruppo di giocatori della nazionale Under-20, integrati dai giocatori dell'Under-21 non infettati. L'Italia s'impone per 2-0.
Gli azzurri primeggiano nel loro girone, con otto vittorie, un pareggio e una sconfitta, qualificandosi così alla fase finale della manifestazione, disputatosi fra Ungheria e Slovenia. Qui, gli azzurrini superano la fase a gironi assieme alla Spagna, ma perdono ai quarti di finale contro il Portogallo per 5-3, dopo i tempi supplementari.
Nel ciclo seguente la nazionale vince di nuovo il proprio girone eliminatorio, cogliendo sette vittorie e tre pareggi e qualificandosi così per l'edizione del 2023 del campionato d'Europa che si disputa in Romania e Georgia. Sconfitta all'esordio dalla Francia (2-1) in una gara segnata da gravi decisioni arbitrali avverse agli azzurrini, l'Italia sconfigge (3-2) la Svizzera e viene battuta (1-0) dalla Norvegia. A parità di punti con svizzeri e norvegesi, viene eliminata al primo turno (rimanendo fuori anche dalle Olimpiadi di Parigi) per aver segnato un gol in meno rispetto agli elvetici, che approdano alla fase successiva insieme ai francesi.

## Partecipazioni ai tornei internazionali

### Campionato europeo Under-21
| Anno | Luogo               | Piazzamento      | V | N | P | Gol  |
| ---- | ------------------- | ---------------- | - | - | - | ---- |
| 1978 | -                   | Quarti di finale | 0 | 0 | 1 | 1:2  |
| 1980 | -                   | Quarti di finale | 0 | 0 | 1 | 1:3  |
| 1982 | -                   | Quarti di finale | 0 | 0 | 1 | 0:1  |
| 1984 | -                   | Semifinale       | 1 | 0 | 1 | 4:3  |
| 1986 | -                   | Finalista        | 2 | 1 | 0 | 9:6  |
| 1988 | -                   | Quarti di finale | 0 | 0 | 1 | 3:4  |
| 1990 | -                   | Semifinale       | 1 | 1 | 0 | 5:4  |
| 1992 | -                   | Vincitore        | 3 | 0 | 0 | 9:2  |
| 1994 | Francia             | Vincitore        | 2 | 1 | 0 | 4:2  |
| 1996 | Spagna              | Vincitore        | 2 | 1 | 0 | 4:2  |
| 1998 | Romania             | Non qualificata  | - | - | - | -    |
| 2000 | Slovacchia          | Vincitore        | 3 | 1 | 0 | 8:3  |
| 2002 | Svizzera            | Semifinale       | 1 | 2 | 1 | 6:4  |
| 2004 | Germania            | Vincitore        | 4 | 0 | 1 | 10:4 |
| 2006 | Portogallo          | Primo turno      | 1 | 1 | 1 | 4:4  |
| 2007 | Paesi Bassi         | Primo turno      | 1 | 1 | 1 | 5:4  |
| 2009 | Svezia              | Semifinale       | 2 | 1 | 0 | 4:2  |
| 2011 | Danimarca           | Non qualificata  | - | - | - | -    |
| 2013 | Israele             | Finalista        | 3 | 1 | 1 | 9:7  |
| 2015 | Rep. Ceca           | Primo turno      | 1 | 1 | 1 | 4:3  |
| 2017 | Polonia             | Semifinale       | 2 | 0 | 2 | 5:6  |
| 2019 | Italia              | Primo turno      | 2 | 0 | 1 | 6:3  |
| 2021 | Ungheria / Slovenia | Quarti di finale | 1 | 2 | 1 | 8:6  |
| 2023 | Romania / Georgia   | Primo turno      | 1 | 0 | 2 | 4:5  |
| 2025 | Slovacchia          | Quarti di finale | 2 | 1 | 1 | 5:4  |

### Giochi del Mediterraneo come Under-21

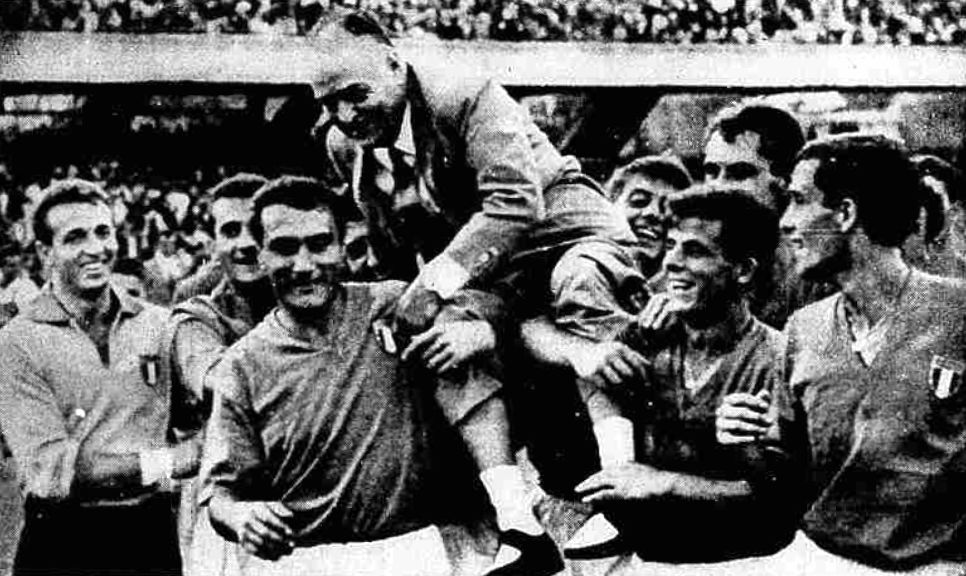
La nazionale «probabili olimpici» – una rappresentativa Under-21 ante litteram – vittoriosa nel 1963 al torneo calcistico dei IV Giochi del Mediterraneo di Napoli

- Alessandria d'Egitto 1951: Non partecipa
- Barcellona 1955: Non partecipa
- Beirut 1959: Oro
- Napoli 1963: Oro
- Tunisi 1967: Oro [90]
- Smirne 1971: Non partecipa
- Algeri 1975: Non partecipa
- Spalato 1979: Non partecipa
- Casablanca 1983: Non partecipa
- Latakia 1987: Non partecipa
- Atene 1991: Fase a gironi
- Linguadoca-Rossiglione 1993: Quarto posto
- Tunisi 2001: Argento

## Palmarès
- Campionato europeo Under-21

 1992, 1994, 1996, 2000, 2004 (record condiviso con la Spagna)
 1986, 2013
- Torneo Mediterraneo:

 1959, 1963, 1967 (record)
 2001
- Torneo di Tolone/Torneo Maurice Revello:

 2008
 2002, 2003
 1975, 2000, 2011, 2024

## Commissari tecnici
- Azeglio Vicini (1976-1986)
- Cesare Maldini (1986-1996)
- Rossano Giampaglia (1996-1997)
- Marco Tardelli (1997-2000)
- Claudio Gentile (2000-2006)
- Pierluigi Casiraghi (2006-2010)
- Ciro Ferrara (2010-2012)
- Devis Mangia (2012-2013)
- Luigi Di Biagio (2013-2019)
- Paolo Nicolato (2019-2023)
- Carmine Nunziata (2023-2025)
- Silvio Baldini (2025-in carica)

## Record individuali
Tra parentesi gli anni di militanza. Accanto al numero di presenze nella tabella "Presenze" tra parentesi il numero di reti segnate, viceversa nella tabella "Reti".
| Presenze - 37 (15) Andrea Pirlo (1998-2002) - 37 (0) Francesco Bardi (2011-2015) - 36 (1) Marco Motta (2005-2009) - 35 (2) Matteo Brighi (2000-2004) - 32 (1) Luca Marrone (2009-2013) - 31 (4) Alessandro Rosina (2004-2007) - 31 (1) Luca Caldirola (2010-2013) - 29 (1) Eugenio Corini (1988-1993) - 29 (0) Daniele Bonera (2001-2004) | Reti - 15 (24) Alberto Gilardino (2000-2004) - 15 (37) Andrea Pirlo (1998-2002) - 12 (24) Manolo Gabbiadini (2010-2013) - 11 (15) Massimo Maccarone (2000-2002) - 11 (20) Gianluca Vialli (1983-1986) - 11 (25) Patrick Cutrone (2017-2021) - 10 (10) Cristiano Lucarelli (1996-1997) - 10 (16) Robert Acquafresca (2007-2009) - 10 (19) Christian Vieri (1992-1996) |

## Tutte le rose

### Europei
Campionato d'Europa Under-21 UEFA 1978P Galli, P Tarocco, D Cabrini, D Canuti, D Collovati, D Galbiati, D Ferrario, D Baresi, D Ogliari, C Agostinelli, C Manfredonia, C Di Bartolomei, C Sala, C Tavola, C Bagni, A Chiodi, A Fanna, A Giordano, A Rossi, CT: Vicini
Campionato d'Europa Under-21 UEFA 1980P Galli, P Malgioglio, D F. Baresi, D Ferrario, D Ferroni, D Galbiati, D Guerrini, D Osti, D Tacconi, D Tassotti, C Ancelotti, C G. Baresi, C Giovannelli, C Pileggi, C Sacchetti, A Altobelli, A Bagni, A Fanna, A Nicoletti, A Ugolotti, CT: Vicini
Campionato d'Europa Under-21 UEFA 1982P Rampulla, P Zinetti, D Baresi, D Battistini, D Bergomi, D Bonetti, D Contratto, D Nela, D Pin, D Tassotti, C Benedetti, C Bonini, C Celestini, C Romano, A Bivi, A Borghi, A Galderisi, A Massaro, A Mauro, A Virdis, CT: Vicini
Campionato d'Europa Under-21 UEFA 1984P Drago, P Rampulla, D Battistini, D Bergomi, D Bonetti, D Caricola, C Dossena, D Ferri, D Galli, D Galia, D Icardi, C Pari, D Pin, D Renica, D Righetti, C Evani, D Galbagini, C Mauro, C Vignola, A Galderisi, A Mancini, A Massaro, A Monelli, A Vialli, CT: Vicini
Campionato d'Europa Under-21 UEFA 1986P Lorieri, P Zenga, D Baroni, D Carannante, D Carobbi, D Cravero, D Ferri, D Filardi, D Francini, D Maldini, D Progna, C Berti, C De Napoli, C Desideri, C Donadoni, C Giannini, C Iachini, C Matteoli, C Policano, A Baldieri, A Borgonovo, A Comi, A Mancini, A Vialli, CT: Vicini
Campionato d'Europa Under-21 UEFA 1988P Gatta, P Nista, D Annoni, D Benedetti, D Brambati, D Costacurta, D Lucci, D P. Maldini, C Berti, C Ciocci, C Crippa, C Cucchi, C Notaristefano, C Zanoncelli, A Rizzitelli, A Scarafoni, CT: C. Maldini
Campionato d'Europa Under-21 UEFA 1990P Antonioli, P Fiori, P Peruzzi, D Benedetti, D Costacurta, D Cravero, D Garzya, D Lanna, D Rossini, C Carbone, C Di Canio, C Fuser, C Lentini, C Piacentini, C Salvatori, C Stroppa, C Venturin, C Zanoncelli, A Bresciani, A Casiraghi, A Buso, A Simone, CT: Maldini
Campionato d'Europa Under-21 UEFA 1992P Antonioli, P Peruzzi, D Bonomi, D Favalli, D Luzardi, D Malusci, D Matrecano, D Rossini, D Taccola, D Verga, D Villa, C Albertini, C Baggio, C Corini, C Marcolin, C Orlando, C Sordo, A Bertarelli, A Buso, A Melli, A Muzzi, CT: Maldini
Campionato d'Europa Under-21 UEFA 19941 Toldo, 2 Cannavaro, 3 Colonnese, 4 Delli Carri, 5 Galante, 6 Negro, 7 Panucci, 8 Tresoldi, 9 Berretta, 10 Bigica, 11 Cherubini, 12 Visi, 13 Marcolin, 14 Rossitto, 15 Scarchilli, 16 Carbone, 17 Inzaghi, 18 Muzzi, 19 Orlandini, 20 Vieri, CT: Maldini
Campionato d'Europa Under-21 UEFA 19961 Pagotto, 2 Panucci, 3 Pistone, 4 Cannavaro, 5 Galante, 6 Fresi, 7 Sartor, 8 Nesta, 9 Amoruso, 10 Brambilla, 11 Pecchia, 12 Buffon, 13 Ametrano, 14 Tommasi, 15 Tacchinardi, 16 Delvecchio, 17 Morfeo, 18 Totti, CT: Maldini
Campionato d'Europa Under-21 UEFA 20001 De Sanctis, 2 Grandoni, 3 Mezzano, 4 Zanchi, 5 Ferrari, 6 Gattuso, 7 Comandini, 8 Baronio, 9 Ventola, 10 Pirlo, 11 Perrotta, 12 Abbiati, 13 Coco, 14 Rivalta, 15 Cirillo, 16 Vannucchi, 17 Zanetti, 18 Firmani, 19 Rossi, 20 Spinesi, CT: Tardelli
Campionato d'Europa Under-21 UEFA 20021 Rossi, 2 Bonera, 3 Bellini, 4 Ferrari, 5 Cannavaro, 6 Donati, 7 Marchionni, 8 Brighi, 9 Maccarone, 10 Pirlo, 11 Bonazzoli, 12 Spadavecchia, 13 Castellini, 14 Dainelli, 15 Lucchini, 16 Natali, 17 Blasi, 18 Gatti, 19 Pinzi, 21 Iaquinta, 22 Pelizzoli, 24 Caracciolo, CT: Gentile
Campionato d'Europa Under-21 UEFA 20041 Amelia, 2 Zaccardo, 3 Moretti, 4 Gamberini, 5 Bonera, 6 De Rossi, 7 Pinzi, 8 Palombo, 9 Gilardino, 10 Brighi, 11 Sculli, 12 Agliardi, 13 Barzagli, 14 Bovo, 15 Donadel, 16 Potenza, 17 Mesto, 18 Rosina, 19 Del Nero, 20 Caracciolo, 21 D’Agostino, 22 Zotti, CT: Gentile
Campionato d'Europa Under-21 UEFA 20061 Agliardi, 2 Potenza, 3 Bovo, 4 Donadel, 5 Mantovani, 6 Chiellini, 7 Pepe, 8 Canini, 9 Bianchi, 10 Biondini, 11 Pazzini, 12 Mirante, 13 Coda, 14 Defendi, 15 Scurto, 16 Ferronetti, 17 Foggia, 18 Montolivo, 19 Palladino, 20 Rosina, 21 Sammarco, 22 Curci, CT: Gentile
Campionato d'Europa Under-21 UEFA 20071 Curci, 2 Andreolli, 3 Chiellini, 4 Nocerino, 5 Mantovani, 6 Motta, 7 Montolivo, 8 Aquilani, 9 Pazzini, 10 Rosina, 11 Rossi, 12 Viviano, 13 Coda, 14 Criscito, 15 Canini, 16 Dessena, 17 Raggi, 18 Padoin, 19 Pellè, 20 Palladino, 21 Lazzari, 22 Consigli, 23 Cigarini, CT: Casiraghi
Campionato d'Europa Under-21 UEFA 20091 Consigli, 2 Motta, 3 Andreolli, 4 Criscito, 5 Morosini, 6 Marzorati, 7 Abate, 8 Marchisio, 9 Acquafresca, 10 Giovinco, 11 De Ceglie, 12 Sirigu, 13 Ranocchia, 14 Pisano, 15 Bocchetti, 16 Candreva, 17 Poli, 18 Cerci, 19 Paloschi, 20 Balotelli, 21 Cigarini, 22 Seculin, 23 Dessena, CT: Casiraghi
Campionato d'Europa Under-21 UEFA 20131 Bardi, 2 Donati, 3 Biraghi, 4 Verratti, 5 Capuano, 6 Caldirola, 7 Florenzi, 8 Marrone, 9 Immobile, 10 Insigne, 11 Gabbiadini, 12 Colombi, 13 Bianchetti, 14 Destro, 15 Sansone, 16 Bertolacci, 17 Paloschi, 18 Saponara, 19 Regini, 20 Borini, 21 Rossi, 22 Leali, 23 Crimi, CT: Mangia
Campionato d'Europa Under-21 UEFA 20151 Bardi, 2 Sabelli, 3 Biraghi, 4 Crisetig, 5 Rugani, 6 Romagnoli, 7 Viviani, 8 Sturaro, 9 Belotti, 10 Berardi, 11 Bernardeschi, 12 Barba, 13 Bianchetti, 14 Sportiello, 15 Benassi, 16 Baselli, 17 Izzo, 18 Battocchio, 19 Trotta, 20 Leali, 21 Cataldi, 22 Zappacosta, 23 Verdi, CT: Di Biagio
Campionato d'Europa Under-21 UEFA 20171 Donnarumma, 2 Calabria, 3 Barreca, 4 Rugani, 5 Cataldi, 6 Pellegrini, 7 Berardi, 8 Grassi, 9 Cerri, 10 Bernardeschi, 11 Petagna, 12 Conti, 13 Caldara, 14 Biraschi, 15 Benassi, 16 Garritano, 17 Cragno, 18 Gagliardini, 19 Scuffet, 20 Chiesa, 21 Locatelli, 22 Ferrari, 23 Pezzella, CT: Di Biagio
Campionato d'Europa Under-21 UEFA 20191 Audero, 2 Calabresi, 3 Pezzella, 4 Bonifazi, 5 Tonali, 6 Bastoni, 7 Pellegrini, 8 Zaniolo, 9 Cutrone, 10 Mandragora, 11 Orsolini, 12 Dimarco, 13 Mancini, 14 Chiesa, 15 Adjapong, 16 Montipò, 17 Bonazzoli, 18 Barella, 19 Romagna, 20 Kean, 21 Locatelli, 22 Meret, 23 Murgia, CT: Di Biagio
Campionato d'Europa Under-21 UEFA 20211 Plizzari, 2 Bellanova, 3 Frabotta/Beruatto, 4 Gabbia/Ricci, 5 Marchizza/Vogliacco, 6 Lovato, 7 Frattesi, 8 Tonali/Maleh, 9 Colombo/Pinamonti, 10 Cutrone, 11 Scamacca, 12 Carnesecchi, 13 Ranieri, 14 Rovella, 15 Delprato, 16 Pirola, 17 Zappa, 18 Pobega, 19 Sala, 20 Raspadori, 21 Maggiore, 22 Cerofolini, 23 Sottil, CT: Nicolato
Campionato d'Europa Under-21 UEFA 20231 Carnesecchi, 2 Scalvini, 3 Parisi, 4 Ricci, 5 Pirola, 6 Lovato, 7 Esposito, 8 Tonali, 9 Colombo, 10 Rovella, 11 Pellegri, 12 Bellanova, 13 Udogie, 14 Cittadini, 15 Okoli, 16 Bove, 17 Gnonto, 18 Cancellieri, 19 Caprile, 20 Cambiaso, 21 Miretti, 22 Turati, 23 Cambiaghi, CT: Nicolato
Campionato d'Europa Under-21 UEFA 20251 Desplanches, 2 Zanotti, 3 Ruggeri, 4 Prati, 5 Pirola, 6 Ghilardi, 7 Ndour, 8 Casadei, 9 Ambrosino, 10 Gnonto, 11 Baldanzi, 12 Zacchi, 13 Kayode, 14 Fabbian, 15 Coppola, 16 Turicchia, 17 Koleosho, 18 Doumbia, 19 Guarino, 20 Pisilli, 21 Fazzini, 22 Sassi, 23 Bianco, CT: Nunziata

## Rosa attuale
I seguenti 23 giocatori sono stati convocati per gli Europei di categoria del 2025, organizzati in Slovacchia.
Note: Diego Coppola e Cesare Casadei si sono aggregati al gruppo al termine dei loro impegni con la nazionale maggiore. Francesco Pio Esposito, inizialmente incluso fra i convocati, è stato escluso dalla rosa finale per infortunio.
Presenze e reti aggiornate al 24 marzo 2025, dopo l'incontro con la Danimarca.
| 1  | P | Sebastiano Desplanches | 11 marzo 2003     | 13 | -6 | Palermo           |  |  |
| 22 | P | Jacopo Sassi           | 24 luglio 2003    | 3  | -3 | Crotone           |  |  |
| 12 | P | Gioele Zacchi          | 10 luglio 2003    | 6  | -8 | Latina            |  |  |
|    |   |                        |                   |    |    |                   |  |  |
| 15 | D | Diego Coppola          | 28 dicembre 2003  | 7  | 0  | Verona            |  |  |
| 6  | D | Daniele Ghilardi       | 6 gennaio 2003    | 12 | 1  | Verona            |  |  |
| 19 | D | Gabriele Guarino       | 14 aprile 2004    | 1  | 0  | Carrarese         |  |  |
| 13 | D | Michael Kayode         | 10 luglio 2004    | 4  | 0  | Brentford         |  |  |
| 5  | D | Lorenzo Pirola         | 20 febbraio 2002  | 22 | 3  | Olympiacos        |  |  |
| 3  | D | Matteo Ruggeri         | 11 luglio 2002    | 12 | 0  | Atalanta          |  |  |
| 16 | D | Riccardo Turicchia     | 5 febbraio 2003   | 9  | 0  | Juventus Next Gen |  |  |
| 2  | D | Mattia Zanotti         | 11 gennaio 2003   | 15 | 0  | Lugano            |  |  |
|    |   |                        |                   |    |    |                   |  |  |
| 23 | C | Alessandro Bianco      | 1º ottobre 2002   | 6  | 1  | Monza             |  |  |
| 8  | C | Cesare Casadei         | 10 gennaio 2003   | 12 | 3  | Torino            |  |  |
| 18 | C | Issa Doumbia           | 16 ottobre 2003   | 2  | 0  | Venezia           |  |  |
| 14 | C | Giovanni Fabbian       | 14 gennaio 2003   | 14 | 4  | Bologna           |  |  |
| 21 | C | Jacopo Fazzini         | 16 marzo 2003     | 3  | 0  | Empoli            |  |  |
| 7  | C | Cher Ndour             | 27 luglio 2004    | 17 | 2  | Fiorentina        |  |  |
| 20 | C | Niccolò Pisilli        | 23 settembre 2004 | 13 | 1  | Roma              |  |  |
| 4  | C | Matteo Prati           | 28 dicembre 2003  | 11 | 1  | Cagliari          |  |  |
|    |   |                        |                   |    |    |                   |  |  |
| 9  | A | Giuseppe Ambrosino     | 10 settembre 2003 | 6  | 1  | Frosinone         |  |  |
| 11 | C | Tommaso Baldanzi       | 23 marzo 2003     | 10 | 5  | Roma              |  |  |
| 10 | A | Wilfried Gnonto        | 5 novembre 2003   | 13 | 5  | Leeds Utd         |  |  |
| 17 | A | Luca Koleosho          | 15 settembre 2004 | 4  | 0  | Burnley           |  |  |

## Staff tecnico
Aggiornato al 17 luglio 2025.
- Commissario tecnico: Silvio Baldini;
- Allenatore in seconda: Andrea Barzagli;
- Capo delegazione: Giancarlo Antognoni;
- Preparatore dei portieri: Fabrizio Ferron;
- Preparatore atletico: Vito Azzone;
- Medici: Daniele Mazza e Vincenzo Santoriello;
- Fisioterapisti: Emiliano Bozzetti e Nicola Sanna;
- Nutrizionista: Maria Luisa Cravana;
- Osteopata: Cristiano Pompili;
- Match analyst: Gianluca Mazziotti;
- Osservatori: Claudio Coppi e Cesare Discepoli;
- Responsabile organizzativo Club Italia: Mauro Vladovich;
- Segretario: Manfredi Martino;
- Responsabile della comunicazione: Paolo Corbi;
- Media officer: Alessandro Salerno;
- Kit manager: Riccardo Vitale.